# Alois Steinhauser
Alois Steinhauser (* 11. Februar 1871 in Sagogn; † 27. Oktober 1918 in Paris; heimatberechtigt in Sagogn, Brigels und Obersaxen) war ein Schweizer Jurist und konservativer Politiker.

## Leben

### Familie

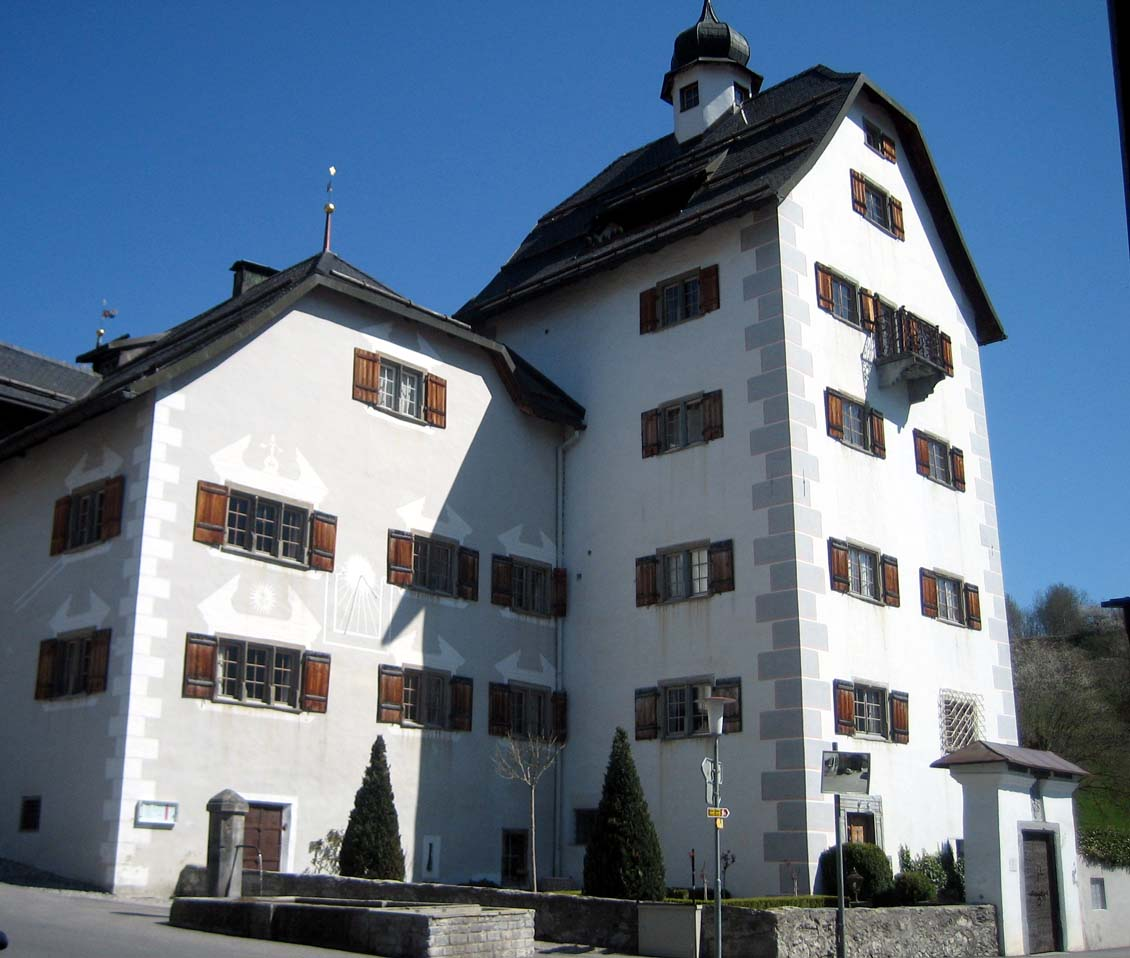
Schloss Aspermont in Sagogn

Alois Steinhauser war der Sohn von Anton Steinhauser und dessen Ehefrau Anna († 1915), die Tochter des Politikers Alois de Latour.
Er war verheiratet mit Catharina (geb. Casanova) aus Obersaxen. Seine Schwester Cerscenzia war mit dem Arzt und Dichter Alois Tuor (1873–1939) verheiratet.
1918 verstarb er an der Spanischen Grippe in Paris; sein Schloss Aspermont erbte seine Schwester.

### Werdegang
Alois Steinhauser besuchte die Primarschule in Sagogn, die Realschule in Ilanz und das Gymnasium (heute Bündner Kantonsschule) in Chur. 1890 immatrikulierte er sich 1890 an der Universität Würzburg zu einem Studium der Rechtswissenschaften. Sein Studium setzte er an der Universität Heidelberg, der Universität Berlin, der Universität München und abschliessend an der Universität Bern fort; dazwischen unternahm er zu Studienzwecken Reisen nach Paris und Rom. 1896 beendete er das Studium mit seiner Dissertation Das Zugrecht nach den bündnerischen Statuarrechten und promovierte zum Dr. jur. Anschliessend erlernte er die Anwaltspraxis bei Eduard Walser in Chur.
Ab 1898 war er als Rechtsanwalt in Chur tätig.
Auf seine Initiative hin wurden die Elektrizitätswerke Bündner Oberland 1908 gegründet, in deren Verwaltungsrat er gewählt wurde; dazu war er Verwaltungsratsmitglied der Rhätischen Bahn und ein Förderer der Strecke Ilanz-Disentis (siehe auch Bahnstrecke Reichenau-Tamins–Disentis/Mustér#Verlängerung Ilanz – Disentis/Mustér), die 1912 eröffnet wurde. 1909 wurde er Mitglied im Verwaltungsrat der Vereinigten Schweizerischen Rheinsalinen AG (heute Schweizer Salinen) und 1910 der von ihm geförderten neu gegründeten Compagnie Suisse du Chemin de fer de la Furka (Furka-Oberalp-Bahn) in Bern. Er war 1917 Mitglied der Zentralleitung der Schweizerischen Holzverwertungs- und Exportgenossenschaft.
Weiterhin förderte er die Hotellerie in Graubünden, das Kreuzspital Chur, das 1912 mit 130 Betten eröffnet worden war und die psychiatrische Klinik in Realta (heute Klinik Beverin).
1903 wurde er im Dienstgrad Hauptmann vom Füsilierbataillon in den Generalstab versetzt und 1907 erfolgte seine Beförderung zum Major der Infanterie.

### Politisches Wirken
Alois Steinhauser folgte anfangs dem linksliberalen Kurs seines Vaters, wandte sich dann aber um 1900 in staatsphilosophischer und politischer Hinsicht von diesem Kurs ab und schloss sich dem konservativen Lager von Caspar Decurtins an, der von 1881 bis 1905 die Katholisch-konservative Partei im Nationalrat vertrat.
Von 1899 bis 1918 war er Bündner Grossrat und präsidierte diesen 1908 und 1918; in dieser Zeit übernahm er 1904 die Leitung der Demokratisch-Konservativen Partei von Graubünden.
Er war von 1905 bis 1906 Gemeindepräsident und von 1909 bis 1915 Kreispräsident der Gruob in Ilanz.
Alois Steinhauser gehörte von 1909 bis 1915 dem Kleinen Rat an und wurde 1912 zum Präsidenten gewählt; hier leitete er als Regierungsrat das Finanz- und Militärdepartement und musste unter anderem bei Ausbruch des Ersten Weltkriegs, die Mobilisierung des Kantons veranlassen; ihm folgte Johann Bossi.
Vom 6. April 1915 bis zum 1. Oktober 1918 war er, als Nachfolger von Alfred von Planta, Mitglied des Nationalrats; ihm folgte Julius Dedual.

### Mitgliedschaften
Alois Steinhauser war von 1908 bis zu seinem Tod stellvertretender Vorstandvorsitzender der Societad Retorumantscha.
1917 wurde Alois Steinhauser Mitglied im Vorstand des Rheinverbandes, der im selben Jahr gegründet worden war, um die Wasserwirtschaft im heimatlichen Rheingebiet zu fördern.
Er wurde im Juni 1918 Beisitzer im Komitee Schweizerische Nationalspende für unsere Soldaten und ihre Familien.